# サーク島の旗

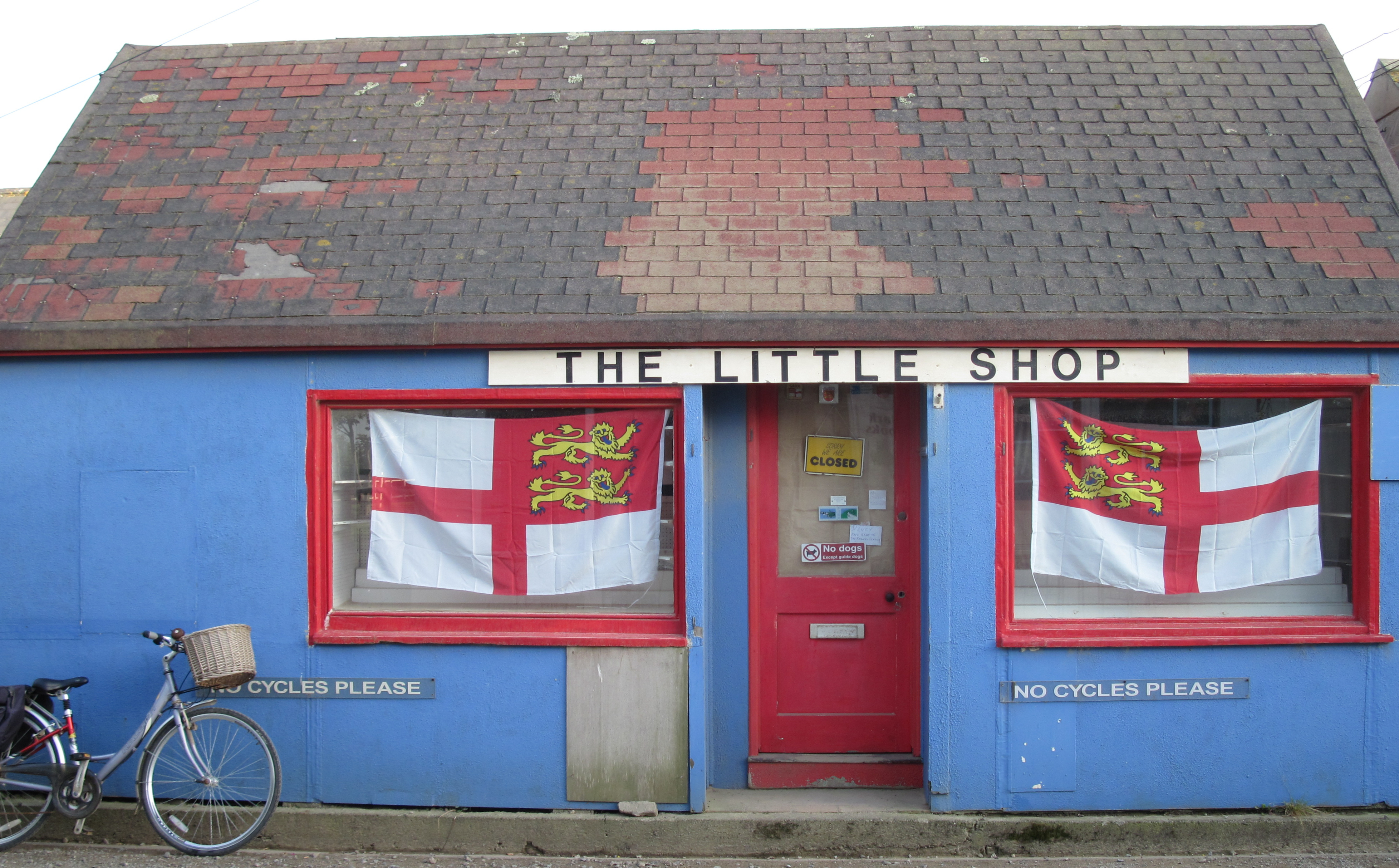
店の窓に飾られたサーク島の旗（ハーバート・ピットのデザイン）

サーク島の旗（英語: flag of Sark）は白地に赤の聖ゲオルギウス十字が入り、赤地のカントンにノルマンディーの旗と共通するライオン（紋章学の「レオパルド」）が入ったものである。2020年サーク島の旗として公認された。
ハーバート・ピット（Herbert Pitt）によって1938年にデザインされ、同年領主旗として採用された旗が1987年以降非公式に島の旗として用いられてきた。チャンネル諸島は歴史的にノルマンディーの一部を成しており、実際にカントンのデザインはノルマンディーの紋章と類似している。伝統的なホワイト・エンサインとは異なり、初代の旗にあったライオンはカントンからはみ出て赤十字にかぶさっていた。
1565年に島が領主に授与されたことを記念して旗はロンドンの司法省に毎年8月6日に掲揚される。司法省はイギリス政府と王室属領の関係を司っている。

## 歴史
サーク島はチャンネル諸島を構成し、ガーンジー代官区に属している。元来ノルマンディー公国の一部であり、ノルマンディー公ギヨームがイングランドを征服し、玉座を手にした1066年以降イングランド君主の支配が続いている。中世後期までに、サーク島は海賊など犯罪行為の拠点と化していた。海賊に対処するため、1565年8月6日にエリザベス1世はエリエ・ド・カルトレをサーク島の領主に任命した。役職は世襲され、領主は島の支配権と引き換えにイングランド（後にイギリス）君主に毎年£1.79の支払いが義務付けられていた。民主化の前日2008年12月9日の時点でサーク島は西洋世界最後の封建制が保たれていた。

領主の旗

サーク島の旗は1938年、領主シビル・ハサウェイの依頼によってハーバート・ピットによって領主旗としてデザインされた。旗はしばしば領主の旗（英語: Seigneur's flag）と呼ばれた。彼女が旗協会に語った「旗が200年以上にわたって」使われてきたという話は疑わしい。
第二次世界大戦・ドイツ軍による占領の後も旗は使われ続けた。1960年代、シビルはブレクー島の土地保有権をレオナード・マッチャン（Leonard Matchan）に売却した。マッチャンはサーク島の旗を元に、カントン部に自らの紋章を配した旗をブレクー島の旗と定めた。1993年、ブレクー島の土地保有権を購入したバークレー兄弟も同様にサーク島旗に自らの紋章を組み合わせた旗を定めた。
1987年、サーク島がアイランドゲームズに招待された際、島を代表する旗が無いと明らかになった。そのため、領主ジョン・マイケル・ボーモントは領主旗の使用を許可した。旗は2020年6月4日、エリザベス2世によって公式にサーク島へ授与された。これは彼女の生前最後の紋章学的授与となった。